# شهرستان زرنوگرادسکی
شهرستان زرنوگرادسکی (به لاتین: Zernogradsky District) یک شهرستان در روسیه است که در استان روستوف واقع شده‌است.